# Raninoidea
Super-famille
Les Raninoidea sont une super-famille de crabes. Elle comprend cinq familles dont trois fossiles.

## Liste des familles
Selon World Register of Marine Species (7 juillet 2016) et BioLib (7 juillet 2016) :
- famille Lyreididae Guinot, 1993
- famille Raninidae De Haan, 1839
- famille Camarocarcinidae Feldmann & al., 2007 †
- famille Cenomanocarcinidae Guinot & al., 2008 †
- famille Palaeocorystidae Lorenthey & Beurlen, 1929 †

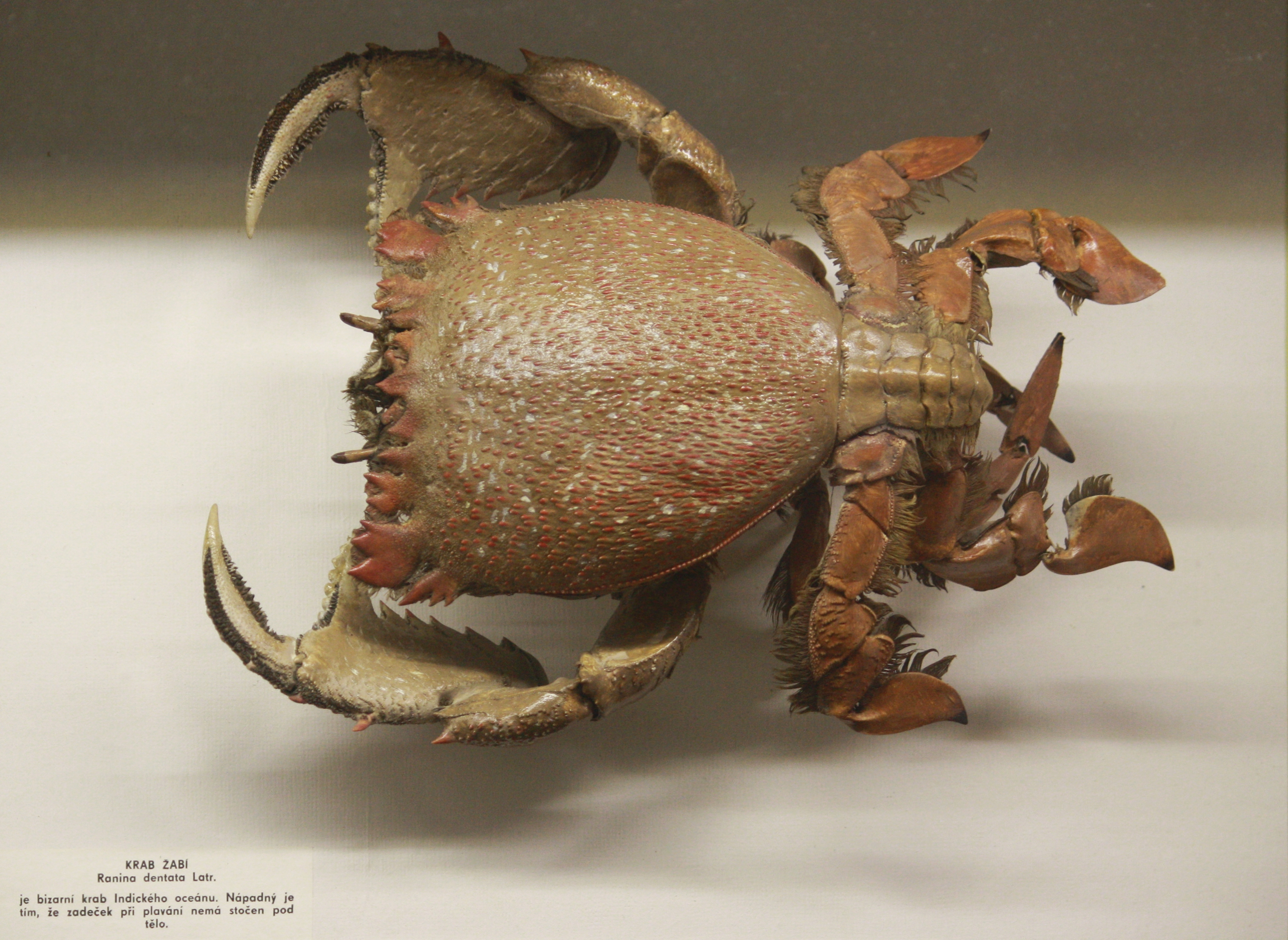
Ranina ranina (Raninidae)
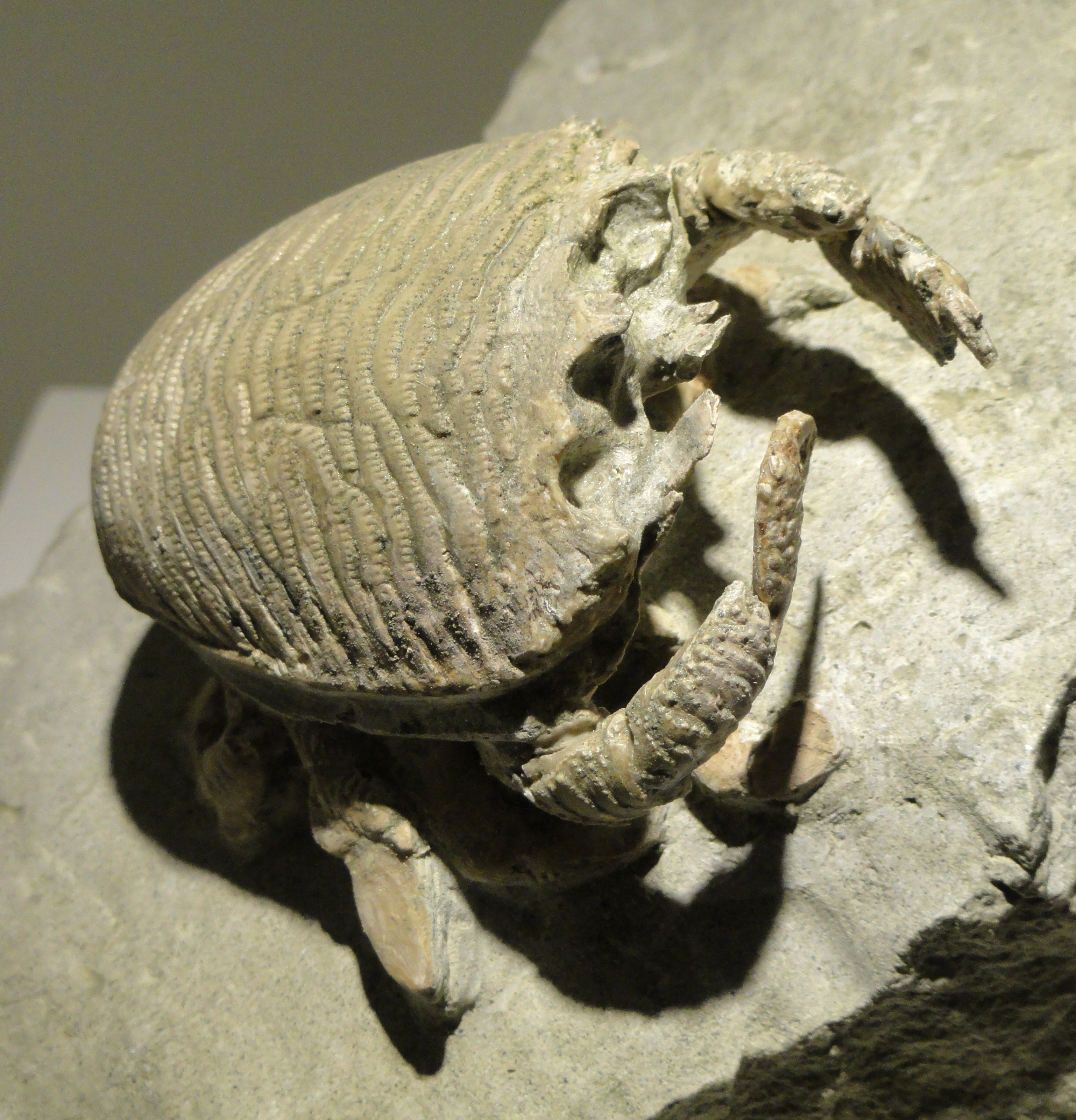
Lophoranina marestiana (Palaeocorystidae)

## Référence
- De Haan, 1839 : Crustacea. Fauna Japonica sive Descriptio Animalium, Quae in Itinere per Japoniam, Jussu et Auspiciis Superiorum, qui Summum in India Batava Imperium Tenent, Suscepto, Annis 1823–1830 Collegit, Noitis, Observationibus et Adumbrationibus Illustravit. Leiden: Lugduni-Batavorum. p. 1–243.

## Sources
- Ng, Guinot & Davie, 2008 : Systema Brachyurorum: Part I. An annotated checklist of extant brachyuran crabs of the world. Raffles Bulletin of Zoology Supplement, n. 17, p. 1–286.
- De Grave & al., 2009 : A Classification of Living and Fossil Genera of Decapod Crustaceans. Raffles Bulletin of Zoology Supplement, n. 21, p. 1-109.